# Burg bei Burg
Die Burg bei Burg ist eine abgegangene Höhenburg vom Typus einer Motte (Turmhügelburg) bei 457,7 m ü. NN auf einem Ausläufer des Galgenbühl auf einem Hügel oberhalb des Laubishofes nördlich des Ortsteils Burg der Gemeinde Kirchzarten im Landkreis Breisgau-Hochschwarzwald in Baden-Württemberg.

## Geschichte
Die Geschichte dieser Burganlage, wie auch die des 300 Meter nordwestlich befindlichen Burgstalls am Galgenbühl, ist noch völlig unbekannt, schriftliche Zeugnisse, die sich auf eine dieser beiden Anlagen beziehen lassen, sind ebenfalls nicht bekannt. Möglicherweise gehörten sie zur Herrschaft der Falkensteiner von ihrer nahen Burg Falkenstein über dem Höllental. Ein Indiz könnte die nahe gelegene Burg Wiesneck bilden, auf der die Familie der Grafen von Haigerloch ihren Sitz hatte. Protokolliert sind mehrere Besitzstreitigkeiten der beteiligten Familien. Die Ortsbezeichnung für den Kirchzarter Ortsteil Burg bezieht sich vermutlich eher auf die befestigte keltische Siedlung Tarodunum, die im unmittelbaren Bereich der Ortschaft lag, als auf die mittelalterlichen Befestigungen.
Vermutlich bestand die Turmhügelburg (Motte) nur aus einem Turm auf einem Burgareal von etwa 10 mal 10 Metern. Von der ehemaligen Burganlage ist nur der Turmhügel erhalten. 1975 war noch ein Graben zu sehen, gefundene Keramikscherben stammten aus dem Zeitraum zwischen dem 13. und dem 15. Jahrhundert.